# The Fish Factory Music
The Fish Factory, imágenes y música es un sello discográfico independiente fundado en 2009 en Madrid, España.

## Política
El sello está especializado en los géneros musicales Rock y Metal. Trabajando únicamente con bandas españolas pero teniendo cobertura de venta también fuera del territorio nacional.

## Artistas
En 2016, The Fish Factory tiene contrato de edición con las bandas:
- Alambrada (banda)
- Biosfear
- Conciencia de grillo
- Drueida (Alicante)
- Diluendo
- Ebony Code
- Gaelbah (Sevilla)
- Guadaña (banda)
- Homo-Demen
- Hey Folks!
- Innece
- Jolly Joker (Valencia)
- Juanjo Melero
- Leather Heart (Madrid)
- Malos Pelos
- Maverick (banda) (Madrid)
- Pez negro (banda)
- Phantasy
- RockBender
- SkullMania (Murcia)
- Strangers (banda)
- Trypoli
- The Krazy Band
- Terminal 6